# Street Scene
Street Scene ist ein Musiktheaterstück von Kurt Weill in zwei Akten. Der letzte Akt ist nochmals in zwei Bilder aufgeteilt. Das Stück basiert auf dem gleichnamigen Drama des Librettisten Elmer Rice, die Songtexte stammen von Langston Hughes. Die Uraufführung fand am 9. Januar 1947 im Adelphi Theater in New York City statt. In Deutschland wurde Street Scene erstmals am 26. November 1955 im städtischen Theater Düsseldorf aufgeführt.
Weill verwirklichte in diesem Werk seinen Traum einer amerikanischen Oper. Er selbst bezeichnete sein Werk als American Opera. Dabei beabsichtigte er eine Synthese der traditionellen europäischen Oper und dem amerikanischen Broadway-Musical.
Street Scene zeigt einen Ausschnitt aus dem Leben einfacher Mietshausbewohner in New York, deren Wünsche und Probleme, Hoffnungen und Enttäuschungen.

## Entstehung
Weill kannte das mit dem Pulitzer-Preis ausgezeichnete Theaterstück Street Scene von Elmer Rice bereits aus einer Berliner Inszenierung und schlug schon 1936 eine musikalische Bearbeitung vor. Rice reagierte darauf zunächst ablehnend und stimmte erst 10 Jahre später zu. Weill und Rice wählten den Poeten und Schriftsteller Langston Hughes als Librettisten und forderten von ihm einen einfachen Text in Alltagssprache. Sie intensivierten die Liebesgeschichte von Sam und Rose und schwächten das Thema Antisemitismus, das sich im Original stark auf Sams Erfahrungen bezieht, ab.
Weill studierte lange Zeit populäre amerikanische Bühnenmusik und versuchte seine eigene Musik in einem neuen amerikanischen Stil für Broadway, Film und Radio zu kreieren, die American Opera.

„„Es bedeutet für mich die Erfüllung zweier Träume, die ich während der letzten zwanzig Jahre geträumt habe und die zu einer Art Zentrum geworden waren, um das all mein Denken und Planen kreiste.““

Die zwei Träume, von denen Weill spricht, waren zum einen „eine wirkliche Verbindung von Drama und Musik, in der das Singen auf natürliche Weise dort einsetzt, wo das Sprechen aufhört“. Zum anderen ist der Traum einer amerikanischen Oper gemeint. Elemente des Broadway-Stils stehen neben denen der europäischen Operntradition mit ihren tradierten Formen.
Wie diese gehorchte Street Scene der klassischen Einheit von Zeit und Ort nach Aristoteles.

„It's my opinion that we can and will develop a musical-dramatic form in this country (America) but I don't think it will be called 'opera', or that it will grow out of the opera which has become a thing separate from the commercial theater […]. It will develop from and remain a part of the American theater - 'Broadway' theater, if you like. More than anything else, I want to be part in that development.“

Weill soll Street Scene in privaten Kreisen auch eine Broadway Opera genannt haben. Öffentlich wurde das Werk jedoch als Dramatic Musical verkauft, damit das amerikanische Publikum durch den Terminus Oper nicht sofort abgeschreckt wurde.

## Orchester
Flöte (auch Piccoloflöte), Oboe, 2 Klarinetten, Baritonklarinette (auch drei Klarinetten), Fagott – 2 Hörner, 2 Trompeten, 2 Posaunen – Schlagzeug (Jazz-Schlagzeug, Triangel, Gong, Glocke, Glockenspiel) – Harfe, Klavier (auch zwei Klaviere), Celesta – Streicher

## Handlung
Die Handlung erstreckt sich über einen Abend sowie den darauf folgenden Tag. Es gibt zwei Haupthandlungsstränge: die Affäre Mrs. Maurrants und deren Entdeckung sowie die Liebesgeschichte ihrer Tochter Rose Maurrant mit dem Nachbarn Sam Kaplan.
Street Scene thematisiert alltägliche Beziehungen, Streitereien und den Klatsch der Nachbarn, während die Spannungen innerhalb der Familie Maurrant sich im Verlauf des Stückes allmählich zu einem tragischen Höhepunkt aufbauen.

### Erster Akt
An einem schwülen Sommerabend beklagen sich die Nachbarinnen eines Mietshauses über die Hitze. Hauptgesprächsthema ist Anna Maurrant, die eine Affäre mit dem Milchmann Sankey haben soll. Mr. Buchanan erscheint und berichtet von seiner schwangeren Frau. Seine Klagen, dass Kinderkriegen für den Mann schwerer sei als für die Frau, rufen bei den Nachbarinnen große Heiterkeit hervor.
Bei der Heimkehr erzählt Frank Maurrant seiner Frau von einer Dienstreise am nächsten Tag. Er bemerkt verärgert, dass seine Tochter Rose noch nicht von ihrer Arbeit zurück ist. In ihrer leidenschaftlichen Arie „Somehow I Never Could Believe“ singt Mrs. Maurrant von unerfüllten Wünschen und enttäuschten Hoffnungen. Sie ist in ihrem tristen Alltag gefangen, hat aber dennoch nicht aufgehört von besseren Tagen zu träumen. Kurz darauf geht Mrs. Maurrant los, um ihren Sohn Willie zu suchen. Die Nachbarinnen sehen darin jedoch nur einen Vorwand, sich mit ihrem angeblichen Geliebten zu treffen. Sie spekulieren, was Mr. Maurrant tun wird, sollte er von der Affäre erfahren. Mr. Fiorentino bringt allen Nachbarn Eishörnchen mit und unterbricht den Klatsch. Stattdessen stimmen alle im „Ice Scream Sextett“ ein Loblied auf das Eis und den Drugstore als die größten Errungenschaften Amerikas an.
Danach kommt eine Gruppe Schulmädchen von der Zeugnisübergabe nach Hause. Die ganze Nachbarschaft tanzt und feiert mit. Mitten in den Feierlichkeiten kommt noch einmal Sankey vorbei, um Besorgungen für seine Frau zu erledigen. Mr. Maurrant beobachtet ihn misstrauisch.
Später am Abend haben sich alle Nachbarn in ihre Wohnungen zurückgezogen, bis auf Sam Kaplan. Er steht noch draußen, fühlt sich allein und sieht das stille Haus als Symbol seiner eigenen Einsamkeit. Endlich kehrt auch Rose Maurrant heim, begleitet von ihrem Chef Mr. Easter. Dieser ist zwar verheiratet, verspricht ihr aber eine Karriere am Broadway, wenn sie seine Geliebte wird. Rose lehnt zunächst ab, denn sie träumt von wahrer Liebe. Dennoch denkt sie über das Angebot nach, als der aufgeregte Mr. Buchanan sie bittet, den Doktor zu rufen, da seine Frau in den Wehen liegt. Bei ihrer Rückkehr wird Rose Maurrant von Vincent Jones belästigt und Sam kommt ihr zu Hilfe. Die beiden gestehen sich ihre Gefühle füreinander. Sie sind von ihren Lebensumständen deprimiert, haben aber die Hoffnung, diesen eines Tages entfliehen zu können.

### Zweiter Akt
1. Bild
Früh am nächsten Morgen wachen die ersten Nachbarn auf. Die jüngeren Kinder spielen bereits draußen vor dem Haus. Mr. Buchanan berichtet den Nachbarn von seiner neugeborenen Tochter. Da tritt der angetrunkene Mr. Maurrant aus dem Haus. Rose, die ihren Eltern helfen möchte, spricht ihn darauf an und bittet ihn, netter zu ihrer Mutter zu sein und weniger zu trinken. Mr. Maurrant will jedoch nichts davon hören und beginnt stattdessen einen Streit mit Rose und Mrs. Maurrant. Als er zu seiner Geschäftsreise aufbricht, fühlt sich seine Frau einsam und missverstanden.
Sams Schwester Shirley Kaplan bittet Rose, ihren Bruder in Ruhe zu lassen, damit er sich auf sein Studium konzentrieren kann. Sie werden von Sam unterbrochen und Rose erzählt ihm von Mr. Easters Angebot des letzten Abends. Sie hofft, mit mehr Geld ihrer Familie helfen zu können. Bestürzt bittet Sam sie, nicht auf das Angebot einzugehen. Er schlägt vor, zusammen wegzugehen und alle Probleme hinter sich zu lassen.
Schließlich erscheint Mr. Easter und Rose geht mit ihm zur Beerdigung ihres Firmenchefs.
Als Sankey am Haus vorbeikommt, bittet Mrs. Maurrant ihn hinauf. Kurz darauf kommt unerwartet Mr. Maurrant zurück, der seine Reise abgebrochen hat. Er sieht die geschlossenen Fensterläden in seiner Wohnung und stürmt wütend hinauf. Sam versucht noch ihn aufzuhalten, doch vergebens. Ein Schrei und zwei Schüsse erklingen, dann versucht Sankey, durch das Fenster zu fliehen. Er wird jedoch von Mr. Maurrant zurückgezogen und erschossen.
Frank Maurrant flieht bewaffnet und voller Blut. Polizisten, Sanitäter und jede Menge Schaulustige erscheinen am Tatort. Auch Rose kehrt zurück, gerade als Mrs. Maurrants Leiche hinausgetragen wird. Sie folgt ihr weinend.
2. Bild
Zwei Kindermädchen laufen am Haus vorbei und unterhalten sich über den Mord. Rose, in schwarz gekleidet, fragt einen Polizisten nach Neuigkeiten über ihren Vater. Er wurde bisher noch nicht gefasst. Plötzlich sind zwei Schüsse zu hören und die Nachbarn erzählen von Mr. Maurrants Festnahme. Er erscheint von Polizisten flankiert und möchte ein letztes Mal mit seiner Tochter reden. Ihr gegenüber beteuert er, seine Frau immer geliebt zu haben, dann wird er abgeführt. Sam möchte von Rose wissen, was sie als Nächstes tun wird. Sie will mit Willie fortgehen, allerdings ohne Sam. Durch das Schicksal ihrer Eltern hat sie den Glauben an die Liebe verloren. Sie verabschiedet sich und geht.
Schon sind die Nachbarn wieder beim Tratschen, diesmal über Rose und ihre Beziehung zu Mr. Easter. Sie beschweren sich über die Hitze…

## Musikalische Nummern
Act 1
- „Ain't It Awful, The Heat?“ – Greta Fiorentino, Emma Jones, Olga and Carl Olsen, Abraham Kaplan
- „I Got A Marble And A Star“ – Henry Davis
- „Get A Load Of That“ – Emma Jones, Greta Fiorentino, Olga Olsen
- „When A Woman Has A Baby“ – Daniel Buchanan, Greta Fiorentino, Emma Jones, Anna Maurrant
- „She Shouldn't Be Staying Out Nights“ – Frank and Anna Maurrant, Greta Fiorentino
- „Somehow I Never Could Believe“ – Anna Maurrant
- „Whatcha Think Of That?“ – Emma and George Jones, Carl Olsen, Greta Fiorentino
- „Ice Cream Sextet“ – Lippo and Greta Fiorentino, Carl and Olga Olsen, George Jones, Henry Davis
- „Let Things Be Like They Always Was“ – Frank Maurrant
- „Wrapped In A Ribbon And Tied In A Bow“ – Jennie Hildebrand, Ensemble
- „Lonely House“ – Sam Kaplan
- „Wouldn't You Like To Be On Broadway?“ – Harry Easter
- „What Good Would The Moon Be?“ – Rose Maurrant
- „Moon-faced, Starry-eyed“ – Dick McGann, Mae Jones
- „Remember That I Care“ – Sam Kaplan, Rose Maurrant
- „I Got A Marble And A Star (Reprise)“ – Henry Davis

Act 2
- „Catch Me If You Can“ – Charlie and Mary Hildebrand, Willie Maurrant, Grace Davis, Children
- „There'll Be Trouble“ – Frank, Rose and Anna Maurrant
- „A Boy Like You“ – Anna Maurrant
- „We'll Go Away Together“ – Rose Maurrant, Sam Kaplan
- „The Woman Who Lived Up There“ – Ensemble
- „Lullaby“ – Nursemaid #1, Nursemaid #2
- „I Loved Her, Too“ – Frank and Rose Maurrant, Ensemble
- „Don't Forget The Lilac Bush“ – Sam Kaplan, Rose Maurrant
- „Ain't It Awful, The Heat? (Reprise)“ – Greta Fiorentino, Emma Jones, Olga Olsen, Abraham Kaplan

## Musik
Weills Traum war es, populäre amerikanische Musik mit der klassischen europäischen Oper zu verschmelzen. Dazu bedurfte es einer neuen Kompositionsweise, aus der Street Scene (eine American Opera) entstand. Damit wollte Weill das Publikum unterhalten und unterschiedliche Lebenswelten sowie deren musikalische Idiome integrieren. Sein Ziel war es, eine Unterbrechung der Handlung zu vermeiden und stattdessen die Musik als eine unerlässliche Hilfe für das natürliche Handlungs- und Bühnengeschehen einzusetzen. Weill bezeichnete seine Songs als Nummern und verwendete für einige zusätzlich Operntermini wie Aria oder Arietta. Verschiedene Gattungen und Stile, wie Tanzmusik, Opernarie, Jazzrhythmen, lyrisches Espressivo, dabei auch fundamentale Gegensätze, bis hin zum Schullied „Wrapped in a Ribbon“, zeichnen Weills Entwurf einer amerikanischen Oper aus. Aufgrund der Vielfalt an populären Musikstilen und den Operneinflüssen stellen die Nummern in Street Scene sängerisch einige Herausforderungen dar und sind in der Qualität einer europäischen Oper nicht zu unterschätzen. Das Singen soll sich wie selbstverständlich in die Normalität des Alltags einfügen. Die Lieder verraten mehr über die dramatische Handlung, treiben sie voran, geben Motivation und einen Einblick in den Charakter des Werks, sowie der Darsteller.
Die Originaldialoge von Rice wurden größtenteils unberührt gelassen und ganze Passagen ohne Orchester, oder zum Teil musikalisch nur leicht untermalt, vorgetragen. Allein in seinen Monolog-Arien und intensiven emotionalen Duetten wurde der Originaltext der Musik wegen verändert. Die Übergänge zwischen Sprechen und Singen sind fließend. Die gesprochenen Szenen zwischen den Nummern sind rezitativisch, jedoch verschmilzt der Dialog mit der jeweiligen musikalischen Nummer. Das Underscoring bezeichnet die musikalische Untermalung des Textes an Stelle einer mittleren Affektenebene, in der noch nicht gesungen, jedoch auch nicht mehr nur gesprochen wird. Es erlaubt den Charakteren auch alltägliche Unterhaltungen zu führen, ohne dabei auf Arie oder Rezitativ zurückgreifen zu müssen.
In Street Scene bricht Weill die Konventionen des Altbekannten durch unübliche Kombinationen musikalischer Stile. Für eine realitätsgetreue Wiedergabe der Sprache in seinen Songs beobachtete Weill spielende Kinder in den Slums und erkundete Nachtclubs. Dank seiner Studien in unterschiedlichen Milieus konnte Weill Kindersingspiele und den Jazz moment- und situationsgetreu einsetzen. Ein Ausdruck für die Wirklichkeit spielte für Weill eine große Rolle zur Authentizitäts- bis Identitätsschaffung in seinem Werk. Ein „Realismus“ im Sinne einer realistischen Handlung mit realistischer Musik (aus beispielsweise dem Jazz oder der Jitterbugs) in einer realistischen Gesangseinlage, sollte entstehen. Eines der besten Beispiele für eine Mischung von Arie und Musicalsongs ist „Somehow I could never believe“. Diese Nummer gilt einerseits als die konventionellste Sopranarie, die Weill je geschrieben hat und weist Spuren von Puccinis Musikstil auf, andererseits enthält sie aber auch Jazzrhythmen. Im parodistischen „Icecream-Sextett“ ist der Stil der Belcantooper des ausgehenden 19. Jahrhunderts erkennbar. Mit „Moon-faced, Starry-eyed“ bieten die Charaktere Dick McGann und Mae Jones eine jazzige Jitterbug-Tanzeinlage. In der Nummer „I Got A Marble And A Star“ des farbigen Hausmeisters Henry Davis lassen sich Spirituals-Einflüsse erkennen.

## Rezeption
Die Uraufführung wurde gemischt aufgenommen. Neben vielen begeisterten gab es auch kritische Stimmen, was sich ebenso in den Besucherzahlen zeigte. Statt der innovativen Ideen des Werkes sahen zeitgenössische Kritiker in Street Scene nur einen Nachfolger von Gershwins Porgy and Bess. Mit 148 Aufführungen war das Stück zwar kein Flop, zeigte aber, verglichen mit anderen beliebten Broadway Shows, auch keine Hit-Qualitäten. Weill war dennoch zufrieden und sah sein Ziel erfüllt, eine neue amerikanische Oper zu produzieren.
Der Begriff „Oper“ war für den Broadway zu jener Zeit ein ähnliches Reizwort wie „Broadway“ für das deutsche Opernpublikum. Acht Jahre nach der amerikanischen Premiere gab es 1955 an den Städtischen Bühnen Düsseldorf die erste deutsche und gleichzeitig europäische Inszenierung von Street Scene. Das Stück stieß bei den deutschen Kritikern zunächst auf Ablehnung, wobei wahrscheinlich auch der von Theodor W. Adorno verfasste Text im Programmheft seinen Teil zu dieser negativen Rezeption beitrug. Unter dem Titel „Nach einem Vierteljahrhundert“ wiederholte Adorno jene Gedanken, die er bereits 1950 in einem Nachruf an Weill formuliert und in der Frankfurter Rundschau veröffentlicht hatte. Weills Schaffen in Amerika und Street Scene selbst werden im Programmtext in keiner Weise erwähnt, so dass der Eindruck vermittelt wird, Weill habe nach 1930 nichts mehr komponiert.
Ähnlich wie in Amerika musste sich das Stück auch in Deutschland einen Vergleich gefallen lassen, diesmal jedoch mit Weills eigenem Werk Die Dreigroschenoper. Weill selbst hielt wenig von Adornos Urteil über das amerikanische Theater und protestierte energisch gegen dessen Kritik. Tatsächlich gibt es keine Belege dafür, dass Adorno jemals eine Aufführung von Street Scene oder eines anderen amerikanischen Werkes Weills gesehen hat. Dennoch wird seine Kritik an Street Scene die deutschen Kritiker nicht unberührt gelassen haben.
Zwischen 1958 und 1990 fand keine Aufführung in Deutschland mehr statt. Der ständige Vergleich mit der Dreigroschenoper und die Unterscheidung von deutschem und amerikanischem Weill sorgten für einen einseitigen, mitunter sogar falschen Blick auf das Werk. Erst mit dem Musical-Boom der 1990er Jahre und einer veränderten Auffassung von Weills Schaffen in Amerika kam es verstärkt zu Inszenierungen in Deutschland (z. B. 1993 am Münchner Staatstheater am Gärtnerplatz). Mittlerweile gilt die Oper als musikalische Rarität und „ein zu Unrecht vernachlässigtes Werk“ dessen seltene Aufführung bedauert wird. Jedoch gibt es auch aktuell noch Kritiker, die an der Einteilung deutsch und amerikanisch festhalten: In einer Rezension von 2012 zur Inszenierung des „Musiktheaters im Revier“ Gelsenkirchen wird Street Scene als zu Recht vernachlässigtes Nebenwerk dargestellt, wohingegen der „richtige“ Weill in der Dreigroschenoper oder dem Aufstieg und Fall der Stadt Mahagonny zu finden ist.
In den Inszenierungen zeigt sich eine ständige Aktualisierung des Stoffes. 1997 interpretierte das Landestheater Altenburg Street Scene beispielsweise im Zusammenhang mit der deutschen Nach-Wende-Zeit. In jüngeren Produktionen sind die Konflikte oft Folge von Wirtschaftskrise, Migrationsbewegungen oder Kapitalisierung.